# A Town Called Paradise
A Town Called Paradise es el quinto álbum de estudio del disc jockey y productor holandés Tiësto. Fue lanzado el 16 de junio de 2014 bajo el sello discográfico PM:AM Recordings. La promoción comenzó con el lanzamiento del sencillo «Red Lights», lanzado el 13 de diciembre de 2013. El segundo sencillo del álbum es «Wasted», con el cantante Matthew Koma, lanzado el 25 de abril de 2014.

## Lista de canciones

### Versión estándar[3]
| N.º | Título                                             | Escritor(es)                                                                                                | Duración |  |
| 1.  | «Red Lights»                                       | Tijs Verwest, Carl Falk, Rami Yacoub, Wayne Hector, Michel Zitron, Måns Wredenberg                          | 4:22     |  |
| 2.  | «Footprints» (con Cruickshank)                     | Verwest, Brandon Lowry, Freddy Wexler, Josef Cruickshank, Justin Prime, Ash Pournouri                       | 4:17     |  |
| 3.  | «Light Years Away» (con DBX)                       | Verwest, Pete Kirtley, Sacha Collisson, John James Newman                                                   | 3:43     |  |
| 4.  | «A Town Called Paradise» (con Zac Barnett)         | Verwest, Matthew Koma                                                                                       | 4:09     |  |
| 5.  | «Written In Reverse» (con Hardwell y Matthew Koma) | Verwest, Koma, Ron Aniello, Robbert van de Corput                                                           | 4:28     |  |
| 6.  | «Echoes» (con Andreas Moe)                         | Verwest, Andreas Moe, Matt Nash, Dave Silcox, Hiten Bharadia                                                | 4:59     |  |
| 7.  | «Last Train» (con Firebeatz y Ladyhawke)           | Verwest, Jurre van Doeselaar, Tim Benjamin Smulders, Phillipa Margret Brown                                 | 4:48     |  |
| 8.  | «Wasted» (con Matthew Koma)                        | Verwest,, Koma, Nick Audino, Lewis Hughes                                                                   | 3:10     |  |
| 9.  | «Let's Go» (con Icona Pop)                         | Verwest, Oscar Holter, Aino Jawo, Caroline Hjelt, Karl-Ola Kjellholm, Marcus Sepehrmanesh, Alx Reuterskiöld | 3:22     |  |
| 10. | «The Feeling» (con Ou Est le Swimming Pool)        | Verwest, Charles Haddon, Anders Källmark, Sjoerd Janssen, Wouter Janssen                                    | 4:45     |  |
| 11. | «Shimmer» (con Christian Burns)                    | Verwest, Christian Burns, Nicholas Ditri, Daniel Bolsevic, Jonnie "Most" Davis, Paris Hampton               | 3:32     |  |
| 12. | «Rocky» (con Kaaze)                                | Verwest, Mick Kastenholt, Simon Gain                                                                        | 4:20     |  |
| 13. | «Close to Me» (con Sultan & Ned Shepard y Quilla)  | Verwest, Ossama Al Sarraf, Ned Shepard, Anna Luisa Daigneault                                               | 4:24     |  |
| 14. | «Set Yourself Free» (con Krewella)                 | Verwest, S. Janssen, W. Janssen, Koma, Jahan Yousaf, Yasmine Yousaf, Kristopher Trindl                      | 4:39     |  |

| Bonus Tracks |                     |          |  |
| N.º          | Título              | Duración |  |
| 1.           | «Bullet In The Gun» | 5:55     |  |
| 2.           | «Say Something»     | 4:48     |  |

### Edición de lujo[4]
| N.º | Título                                           | Escritor(es)                                                         | Duración |  |
| 1.  | «Don't Hide Your Light» (con MOTi y Denny White) | Verwest, Denny White, Timo Romme                                     | 3:15     |  |
| 2.  | «Calling on Angels» (con Fred Falke y Elan Lea)  | Verwest, Elan Lea, Andrew Murray, Frédérick Falke                    | 3:16     |  |
| 3.  | «Can't Forget» (con Dzeko & Torres)              | Verwest, Julian Dzeko, Luis Torres, Redhead Kingpin                  | 4:10     |  |
| 4.  | «Take Me» (con Kyler England)                    | Verwest, Kyler England, Wouter Janssen, Sjoerd Janssen, Thomas Olsen | 3:48     |  |